# Múscul estilohioidal
El múscul estilohioidal (musculus stylohyoideus) és un múscul prim, prop del ventre posterior del múscul digàstric. Comparteix la innervació d'aquest múscul, a càrrec del nervi facial, i la seva funció és la d'elevar l'os hioide cap enrere i aixecar la llengua.
Sorgeix de la part posterior i la superfície lateral de l'apòfisi estiloides de l'os temporal, prop de la base i, passant per sota i per davant, s'insereix en el cos de l'os hioide i just per sobre del múscul omohioidal. Per tant, pertany al grup dels músculs suprahioidals.
Quan es contreu, eleva l'os hioide, una acció important principalment durant la deglució.
Està travessat, prop de la seva inserció, pel tendó intermedi del múscul digàstric.

## Imatges

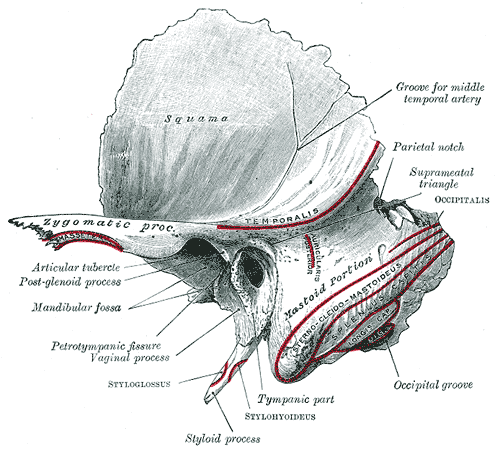
Os temporal esquerre. Superfície exterior.
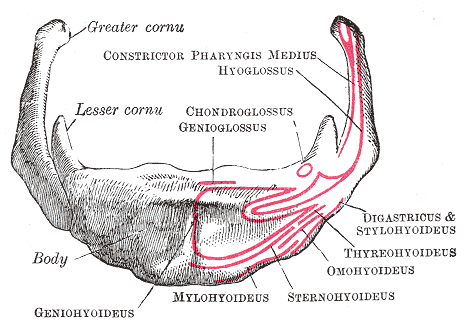
Os hioide, cara anterior. Ampliació.
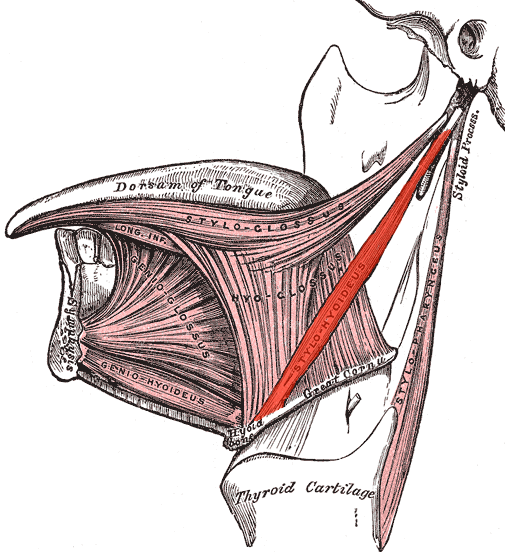
Músculs extrínsecs de la llengua (costat esquerre).
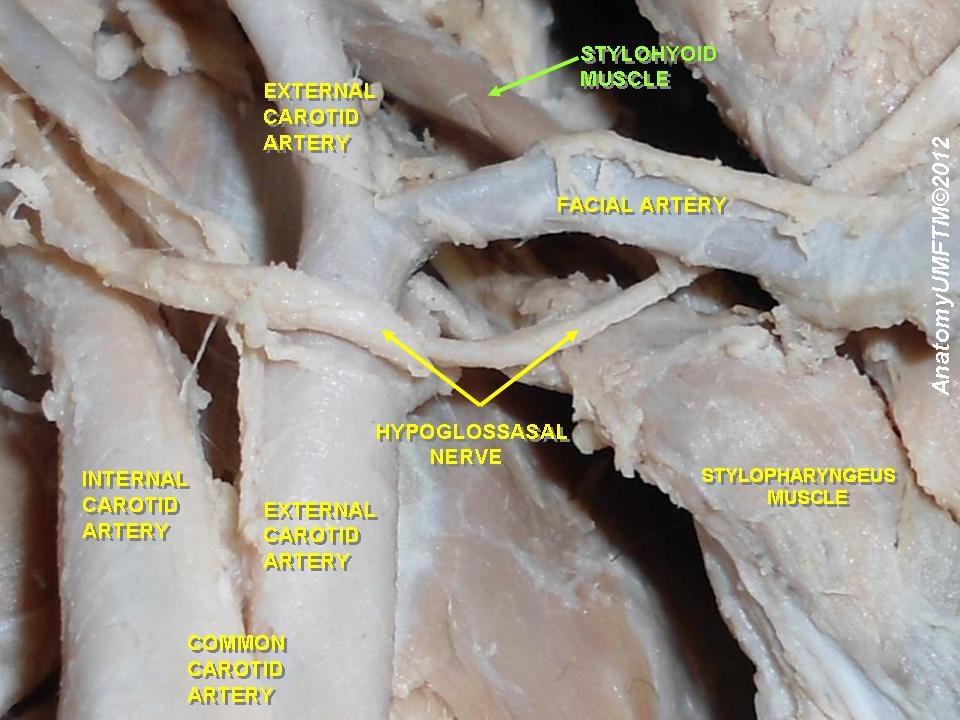
Dissecció: s'indica el múscul estilohioidal.
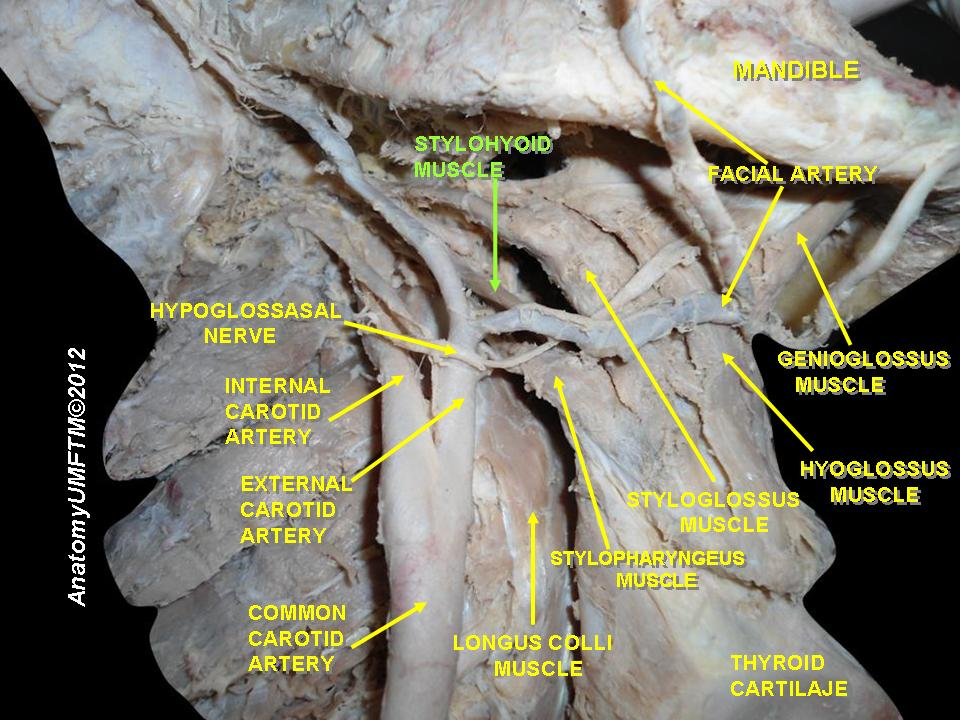
Dissecció: s'indica el múscul estilohioidal.